# Uma Verdade Inconveniente
An Inconvenient Truth (pt/br Uma Verdade Inconveniente) é um documentário norte-americano de 2006 dirigido por Davis Guggenheim sobre a campanha do ex-Vice-presidente dos Estados Unidos Al Gore para educar os cidadãos do mundo acerca do aquecimento global através de uma apresentação de slides que, segundo o próprio, ele já realizou mais de mil vezes.
Exibido pela primeira vez no Festival Sundance de Cinema de 2006 e estreando em Los Angeles e Nova Iorque em 24 de maio de 2006, An Inconvenient Truth foi um sucesso de crítica e bilheteria, vencendo cinco Oscars nas categorias de Melhor Documentário e Melhor Canção Original. O filme arrecadou mais de US$ 49 milhões nas bilheterias, se tornando o sexto documentário de maior arrecadação na história dos Estados Unidos.
A ideia do documentário veio de Laurie David, que viu a apresentação de Gore em um encontro sobre aquecimento global que coincidiu com a estreia de The Day After Tomorrow. David ficou tão inspirado pela apresentação que ela, junto com Lawrence Bender, se encontraram com Guggenheim para adaptar a apresentação em um filme.
Desde seu lançamento, An Inconvenient Truth foi creditado para sensibilizar a opinião pública internacional sobre as mudanças climáticas e por dar vida nova aos movimentos ambientalistas. O documentário também passou a ser exibido regularmente em escolas ao redor do mundo, o que gerou certa controvérsia.
Em 2017 foi lançada a sequela An Inconvenient Sequel: Truth to Power.

## Recepção
Este documentário é um dos mais controversos por todo o Mundo, tendo críticas massivamente positivas, pelo empenho e motivação, e algumas críticas menos positivas, pelos negacionistas do Aquecimento Global e suas consequências, e também por opositores políticos de Al Gore afirmando que este usa-se do documentário (e, por conseguinte, da causa nobre) para a própria propaganda política. No entanto, defensores de Gore afirmam que já ele faz isso desde a sua eleição para a Câmara de Deputados nos anos 70 e não supostamente devida à sua derrota para Bush.

## Resumo
O filme abre com Gore falando para um auditório apoiado por projeções, slides e vídeos. Utiliza um pequeno curta de Matt Groening, criador dos Simpsons. O documentário mostra que ele tem viajado por todo o mundo levando sua mensagem. Gore explica o problema de forma clara e simples, usando citações de Mark Twain e Upton Sinclair. Por meio de gráficos e estatísticas atmosféricas sobre milhões de anos lado a lado com fotografias da Patagônia, do Kilimanjaro, dos Alpes e da Antártida, entre outros locais, mostra o impacto produzido pelo homem durante anos no meio ambiente. Mostra como os meios de comunicação podem ser influenciados pelo lobby de certos grupos poderosos citando o exemplo furacão Katrina.
Gore conta como se interessou pelo assunto quando ainda era universitário, durante uma palestra de Roger Revelle, um professor de Harvard, o primeiro a medir o dióxido de carbono na atmosfera. Conta ainda que o falecimento de sua irmã por câncer de pulmão provocou uma mudança na utilização do solo das fazendas da família onde plantavam o tabaco. O documentário nos leva a refletir sobre como parte do problema poderia ser evitado, se aplicássemos uma série de mudanças em nossos hábitos diários.

## Prêmios
Academy Awards:
- Melhor documentário
- Melhor canção original – "I Need to Wake Up" de Melissa Etheridge